# Lepidium oleraceum
Lepidium oleraceum là một loài thực vật có hoa trong họ Cải. Loài này được mô tả khoa học đầu tiên.